# وایرسهایم
وایرسهایم (به فرانسوی: Weyersheim) یک کمون در فرانسه است که در Canton of Brumath واقع شده‌است.

## خصوصیات
وایرسهایم ۱۸٫۸۹ کیلومترمربع مساحت و ۳٬۱۳۴ نفر جمعیت دارد و ۱۴۰ متر بالاتر از سطح دریا واقع شده‌است.